# Düsseldorf Blades
Die Düsseldorf Blades waren eine American-Football-Frauenmannschaft. Gegründet wurden sie 2009 als Nachfolger der Düsseldorf Panther Ladies. Die Mehrheit der nun bei den Blades aktiven Spielerinnen war zuvor auch bei den Panther Ladies tätig. Die Blades bildeten die Damenabteilung im Verein der Düsseldorf Bulldozer.
Die Düsseldorf Blades gehörten dem American Football Verband Deutschland (AFVD) an, welcher den Ligabetrieb ausrichtet. Von 2010 bis 2014 1. Damenbundesliga an und standen mehrmals im Ladies Bowl, der deutschen Meisterschaft im Frauenfootball.

## Saison 2010
Ursprüngliches Ziel der Saison 2010 war es, sich zunächst in der Liga zu etablieren und eine ausgeglichene Saison mit ebenso vielen Niederlagen wie Siegen zu erreichen. Doch durch souveräne Auftritte gegen Köln (48:8, 24:8) und München (22:0) rückten die Play-offs um die deutsche Meisterschaft in greifbare Nähe. Durch ein knappes 8:7 beim Auswärtsspiel bei den Munich-Cowboys-Ladies und zwei weiteren – so für nicht möglich gehaltenen – Siegen gegen den Vizemeister Nürnberg Hurricanes (20:7 Heim, 14:12 Auswärts) wurde sogar eine Perfect Season erreicht. Es folgte ein beeindruckendes 40:0 im Halbfinale gegen die Hamburg Amazons, deren Offense lediglich 4 First Downs schaffte, was die Stärke der Düsseldorfer Defense belegt. Zugleich gefiel die von Quarterback Claudia Baack angeführte Offense durch variantenreiches und druckvolles Angriffsspiel. Durch diesen hohen Sieg qualifizierte man sich für den 19. Ladies’ Bowl, der am 19. September 2010 in Düsseldorf ausgetragen wurde. Hier unterlag man dem alten und neuen Meister Berlin erst in der Verlängerung mit 28:34.

## Erfolge
Direkt in ihrem ersten Jahr wurden die Düsseldorf Blades auf Anhieb deutscher Vizemeister. Im Ladies’ Bowl unterlagen die Blades dem lange als übermächtig geltenden Serienmeister Berlin Kobras Ladies erst in der Verlängerung knapp mit 28:34 und bestätigten trotz der Niederlage einmal mehr eine starke Saison. Zur wertvollsten Spielerin (MVP) auf Seiten der Blades wurde Offense-Line-Spielerin Jessica Neues gewählt. Zudem stellen die Blades die beste Defense der Liga, die in acht Spielen (Halbfinale und Ladies’ Bowl eingeschlossen) nur 78 Punkte zuließ. Als weiterer großer Erfolg lässt sich die Teilnahme von neun Blades-Spielerinnen an einem Auswahlcamp der neu gegründeten Damen-Nationalmannschaft des AFVD verbuchen. Von diesen neun Aktiven wurden letztendlich mit Silke Huskobla (Offense Line), Celina Martin (Defensive Back) und Jessica Neues (Defense Line) gleich drei in den Auswahl-Kader Deutschlands berufen. Sie erreichten bei der 1. Frauen-WM in der Geschichte des American Footballs, die vom 27. Juni bis 3. Juli 2010 in Stockholm/Schweden stattfand, einen guten 4. Platz.
Im darauffolgenden Jahr kam es zur Wiederholung des Finals von 2010. Diesmal kämpften die Blades in Berlin gegen die Kobra Ladies um den Deutschen Meistertitel. In einer starken Partie blieb der Titel nach einem 42:21 jedoch in Berlin. MVP der Düsseldorf Blades wurde QB Claudia Baack, die WR Valerie Bauer mit drei Touchdownpässen bediente.
2012 konnte in der Saison der Rekordmeister Berlin erstmals geschlagen werden jedoch unterlag man im Ladies Bowl in Frankfurt(Oder) erneut den Kobra Ladies. 2013 erreichten die Blades wieder die Playoffs, mussten sich aber im Halbfinale den Crailsheim Hurricanes geschlagen geben.
Im Jahr 2014 musste nach dem ersten verloren gegangenen Spiel gegen die Munich Cowboys Ladies das Team verletzungs- und ausfallbedingt vom Spielbetrieb abgemeldet werden. Die Düsseldorf Bulldozer stellten den Trainingsbetrieb der Blades zum Jahresende 2014 ein. Ein Teil der verbliebenen Spielerinnen spielte ab 2015 bei den Mülheim Shamrocks oder dem neu gegründeten Frauenteam der Düsseldorf Panther.